# Швингль, Фритци
Фридерике «Фритци» Швингль (нем. Friederike "Fritzi" Schwingl; 28 июля 1921 — 9 июля 2016) — австрийская гребчиха-байдарочница, выступала за сборную Австрии в конце 1940-х и на всём протяжении 1950-х годов. Бронзовая призёрка летних Олимпийских игр в Лондоне, трёхкратная чемпионка мира по гребному слалому, победительница многих регат национального и международного значения.

## Биография
Первого серьёзного успеха на взрослом международном уровне добилась в сезоне 1948 года, когда попала в основной состав австрийской национальной сборной и благодаря череде удачных выступлений удостоилась права защищать честь страны на летних Олимпийских играх в Лондоне. Стартовала здесь в зачёте одиночных байдарок на дистанции 500 метров, квалифицировалась из предварительного этапа с третьего места, после чего в финале тоже стала третьей, завоевав тем самым бронзовую олимпийскую медаль — в решающем финальном заезде её опередили датчанка Карен Хофф и голландка Алида Анкер-Дудинс. Также в этом сезоне выступила на чемпионате мира в Лондоне, где вместе с напарницей Гертруде Либхарт в двойках на пятистах метрах тоже получила бронзу.
Став обладательницей бронзовой олимпийской медали, осталась в основном составе гребной команды Австрии и продолжила принимать участие в крупнейших международных регатах. Так, в 1949 году она побывала на впервые проводившемся чемпионате мира по гребному слалому в Женеве, откуда привезла награды серебряного и золотого достоинства, выигранные в личном и командном зачётах соответственно. Таким образом, она стала первой и единственной австрийской спортсменкой, кому удалось выиграть медали чемпионатов мира одновременно в гребле на гладкой воде и в гребном слаломе.
В 1950 году завоевала бронзу и серебро на мировом первенстве в Копенгагене, на пятистах метрах среди одиночек и двоек соответственно. Год спустя на домашнем первенстве мира по гребному слалому в Штайре получила серебряную медаль в одиночной программе и золотую в командной. Ещё через два года на аналогичных соревнованиях в итальянском Мерано добавила в послужной список золотую награду личного первенства и бронзовую награду командного первенства. В 1954 году вновь вернулась к спринтерской гребле на гладкой воде и выиграла серебряную медаль на чемпионате мира во французском Маконе — в одиночной полукилометровой дисциплине обошла в финале всех соперниц кроме немки Терезы Ценц (по итогам сезона признана лучшей спортсменкой Австрии). Последний раз показала сколько-нибудь значимый результат на международной арене в сезоне 1957 года, когда на чемпионате мира по гребному слалому в Аугсбурге получила бронзовую медаль в зачёте командных состязаний.
Впоследствии проживала в Клостернойбурге.

## Награды и звания
За выдающиеся спортивные достижения в 1992 году награждена золотым почётным знаком «За заслуги перед Австрийской Республикой».